# 母语 (电影)
《母语》是一部2011年中国劇情片，由俞钟导演。

## 剧情
张磬和方韵虽然事业有成，但一直未能拥有自己的孩子。听从朋友的建议，他们决定通过代孕来实现这个心愿。经过几次面试，他们最终选择了李妍作为代孕母亲……

## 演员
- 方中信 饰 张磬
- 汪裴 饰 方韵
- 秦嵐 饰 李妍
- 午馬
- 孙桂田
- 周晓鸥